# Paule Beaugrand-Champagne
Pour les articles homonymes, voir Beaugrand-Champagne.
Paule Beaugrand-Champagne (née le 8 mai 1943 à Outremont, Montréal) est une journaliste québécoise. De 2014 à 2022, elle est présidente du Conseil de presse du Québec, la première femme à occuper ce poste. 

## Biographie
Née le 8 mai 1943 dans le quartier Outremont de Montréal, Paule Beaugrand-Champagne est la deuxième de six enfants. Sa sœur est la photographe Claire Beaugrand-Champagne. 
Elle commence sa carrière en journalisme étudiant au début des années 1960 alors qu'elle est directrice du journal Le Bourgeoys du Collège Marguerite-Bourgeoys. Durant ces années, elle est l'une des fondatrices et directrice de la Presse étudiante nationale qui succéda aux Escholiers griffonneurs,, puis secrétaire à la rédaction du Quartier latin, journal étudiant de l'Université de Montréal. En 1962, elle devient l'une des quatorze membres du groupe humoristique Les Cyniques.
Entre 1963 et 1966, elle est journaliste pigiste pour le magazine MacLean. En mars 1965, elle fait une entrée remarquée au journal La Presse grâce à une entrevue exclusive avec la femme du criminel Lucien Rivard,. Après une courte incursion au journal Le travail de la Confédération des syndicats nationaux (CSN) et au ministère du Travail, Paule Beaugrand-Champagne devient rédactrice en chef au quotidien indépendantiste Le Jour. En 1974, elle anime la deuxième saison de l'émission de télévision J'ai le goût du Québec produite par le Parti québécois. En 1976, elle fonde le journal Le Trente, magazine de la Fédération professionnelle des journalistes du Québec dont elle est aussi la présidente. En 1977, elle devient la première femme nommée cadre à l'information dans une salle de rédaction, en l'occurrence à La Presse.
En 1983, elle est recherchiste à l'émission Dossier de presse à la télévision de Radio-Canada, puis journaliste pigiste pour le magazine Protégez-vous. En 1986, elle devient directrice du Devoir économique, et en 1989 rédactrice en chef adjointe du magazine Châtelaine, puis du Journal de Montréal. En 2001, elle est rédactrice en chef de RDI et en 2002, elle devient la présidente-directrice générale de Télé-Québec ainsi que membre du conseil d'administration de Reporters sans frontières Canada. De 2005 à 2008, elle est éditrice de L'Actualité.
En 2014, elle devient la première femme à occuper le poste de présidente du Conseil de presse du Québec, succédant à John Gomery.

## Publications
- 1973 : Mécanismes existant dans la solution de problèmes de relations de travail (OCLC 299497250)
- 1984 : Le Québec  (ISBN 9782551062713)
- 1984 : Réalités du Québec  (ISBN 9782551060481)
- 1989 : À l'heure du choix (OCLC 49164507)
- 1991 : Question d'éthique  (ISBN 9782890375550)

## Récompenses
- 1989 : Prix Michener pour la meilleure contribution journalistique au Canada dans le domaine social.
- 1994 et 1997 : Médailles d'or Fondation des prix du magazine canadien.
- 2002 : Prix d'Excellence des sciences et de la gestion, Université du Québec à Montréal.
- 2010 : Prix Judith-Jasmin Hommage.